# Silabário inuctitute

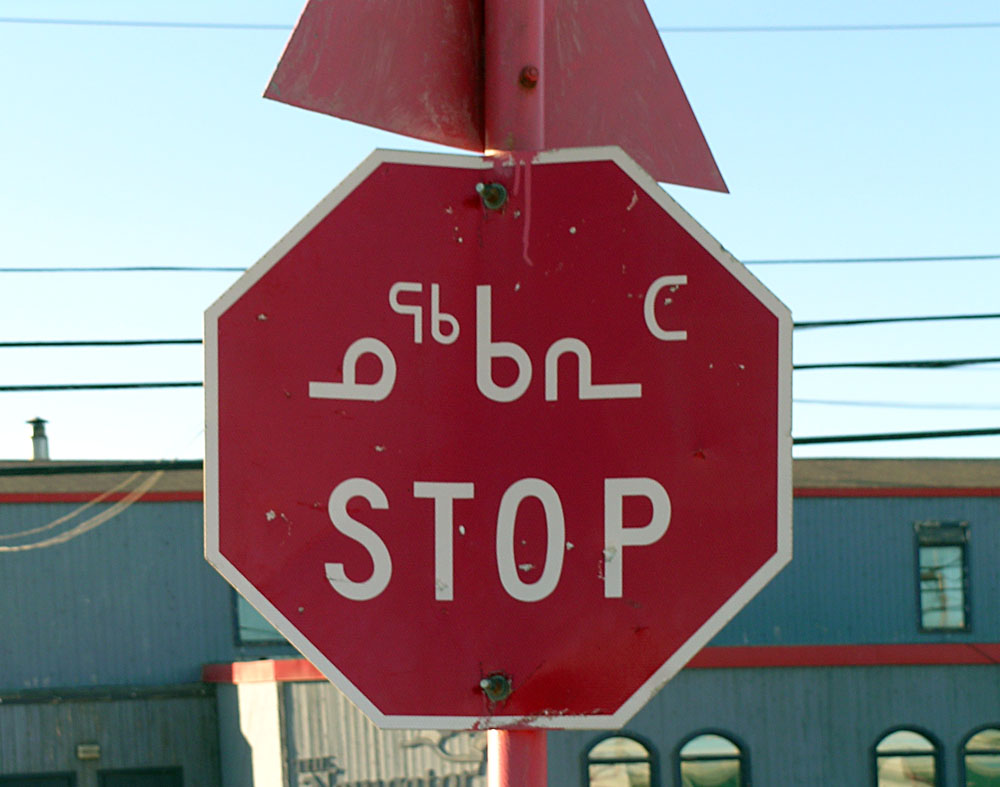
Um sinal de parada bilíngue em Nunavut exibindo texto em ambos os silabários inuctitute e o alfabeto latino. A palavra inuctitute ᓄᖅᑲᕆᑦ translitera como nuqqarit.

O silabário inuctitute (inuktitut) é um silabário desenvolvido em finais da década de 1870 como método de escrita da língua inuctitute. Cada caractere no silabário inuctitute representa uma consoante seguida por uma vogal.
Este sistema de escrita possui 14 consoantes, cada uma delas é girada no sentido horário ou invertida para representar os três sons vocálicos do inuctitute, i, u e a.
O nome qaniujaaqpait deriva da raiz qaniq, que significa "boca". O sistema de escrita alternativo, baseado no latim, é chamado qaliujaaqpait (ᖃᓕᐅᔮᖅᐸᐃᑦ) e deriva de  qaliit, uma palavra que descreve as marcações ou o grão nas rochas. Titirausiq nutaaq  que significa "Novo sistema de escrita" deve ser visto em contraste com titirausiit nutaunngittut (ᑎᑎᕋᐅᓰᑦ ᓄᑕᐅᓐᖏᑦᑐᑦ), o "velho silabário" usada antes das reformas de 1976.

## História
Os primeiros esforços para escrever em inuctitute vieram de missionários morávios na Groenlândia e Labrador em meados do Século XIX usando a escrita latina. O primeiro livro impresso em Inuctitute usando a escrita Cree foi um panfleto de 8 páginas conhecido como "Seleções dos Evangelhos" no dialeto do Inuit do Rio Little Whale  (ᒋᓴᓯᑊ ᐅᑲᐤᓯᐣᑭᐟ, "palavras de Jesus"), impresso por John Horden em 1855–56 em Moose Factory para Edwin Arthur Watkins usar entre os Inuit em Fort George. Em novembro de 1865, Horden e Watkins se encontraram em Londres sob a direção de Henry Venn para adaptar o silabário Cree à língua Inuctitute. Na década de 1870, Edmund Peck, outro missionário anglicano, começou a imprimir de acordo com esse padrão. Outros missionários, e mais tarde linguistas a serviço dos governos Canadense e Americano, adaptaram o alfabeto latino aos dialetos do delta do Rio Mackenzie, das ilhas árticas ocidentais e do Alasca.

## Silabário inuctitute em Unicode
O inuctitute é uma variação do silabário dos aborígines canadenses e pode ser codificado digitalmente usando o padrão Unicode.
O bloco Unicode para caracteres Inuctitute é chamado Silabário Aborígine Canadense Unificado. A tabela abaixo mostra o silabário em detalhes:
A consoante em uma sílaba pode ser g, j, k, l, m, n, p, q, r, s, t, v, ng, ł ou nenhuma, e a vogal pode ser a, i, u, ai (atualmente apenas em Nunavik), ou nenhuma.